# Robert Laughlin
Robert Laughlin, punom imenom Robert Betts Laughlin (Visalia, Kalifornija, 1. studenog 1950.), američki fizičar. Diplomirao (1972.) na Sveučilištu u Berkeleyu, doktorirao (1979.) na Massachusettskom tehnološkom institutu u Cambridgeu. Zaposlen je bio u Laboratorijima Bell Telephone u Murray Hillu (od 1979. do 1981.), u laboratoriju Livermore (od 1981. do 1982.), na Sveučilištu Stanford (od 1985.). Bavi se teorijom fizike čvrstoga stanja. Kada su D. C. Tsui i H. L. Stormer na temperaturi blizu apsolutne nule i u snažnom magnetskom polju otkrili frakcijski kvantni Hallov učinak, Laughlin je dao teorijsko objašnjenje u savršenome skladu s pokusima (1983.). Za to je otkriće novog oblika kvantnoga fluida s frakcijski nabijenim pobuđenjima dobio, s Tsuijem i Stormerom, Nobelovu nagradu za fiziku 1998.

## Hallov učinak
Hallov učinak ili Hallov efekt (po E. H. Hallu koji ga je uočio 1879.) je pojava u tankoj metalnoj ili poluvodičkoj pločici kojom teče električna struja gustoće Jx, pod djelovanjem okomitoga magnetskoga polja indukcije Bz, stvaranja transverzalnoga električnoga polja jakosti: 
{\displaystyle \mathbf {E_{y}} =R_{H}\cdot \mathbf {J_{x}} \cdot \mathbf {B_{z}} }
(RH je Hallova konstanta ili Hallov otpor) i poprečnoga električnoga napona. Električna struja, magnetsko polje i električno polje međusobno su okomiti i, ako tvore desni koordinatni sustav, Hallov učinak je normalan (konstanta RH je negativna). U obratnom slučaju (konstanta RH je pozitivna) učinak je anomalan. Hallov je učinak jači za poluvodiče, a slabiji za električne vodiče. Objašnjenje anomalnoga Hallova učinka bila je jedna od najvećih teškoća klasične elektromagnetske teorije. Protumačila ga je tek kvantna teorija čvrstih tijela. 

### Hallov pretvarač ili Hallov generator
Hallov pretvarač  ili Hallov generator izveden je na temelju Hallova učinka, a primjenjuje se u mjernoj i računalnoj tehnici: za mjerenje jakosti magnetskoga polja reda 10–5 A/m do reda 105 A/m, za pretvorbu neelektričnih veličina u električne, analizu spektra električnih i magnetskih signala, mjerenje razlike faza, istraživanje magnetskih tokova, pretvorbu signala i slično.

### Kvantni Hallov učinak
Kvantni Hallov učinak ili kvantni Hallov efekt je odstupanje Hallova otpora od linearne ovisnosti o jakosti magnetskoga polja pri Hallovu učinku u ekstremnim uvjetima. Uočio ga je K. von Klitzing 1980. Pojavljuje se pri magnetskoj indukciji većoj od 10 T, temperaturi manjoj od 1 K i ograničenosti gibanja elektronskoga plina na dvije dimenzije, to jest onemogućenosti gibanja elektrona u smjeru magnetskoga polja. Za mjerenje kvantnoga Hallova učinka nužni su poluvodiči koji omogućuju smještanje slobodnih elektrona u vrlo tank sloj paralelan s površinom uzorka. Diskretne vrijednosti Hallova otpora (Hallovi platoi) koje se opažaju u tim uvjetima ne ovise o materijalu uzorka i mogu se izraziti preko temeljnih prirodnih konstanti: 
{\displaystyle R_{H}={\frac {q\cdot h}{e^{2}}}}
gdje je: q - racionalni broj, h - Planckova konstanta, e - elementarni električni naboj.